# Situ Gintung
Situ Gintung (Soendanees voor Gintungmeer) is een stuwmeer in het zuiden van Tangerang aan de zuidwestelijke rand van de Indonesische hoofdstad Jakarta.
Het stuwmeer ligt aan een kleine zijrivier van de Kali Pesanggrahan. De 10 meter hoge stuwdam werd onder het Nederlands koloniaal bestuur gebouwd en werd in 1933 voltooid. Zo ontstond een kunstmatig meer met een oppervlakte van ongeveer 20 ha bij normale waterstand en tot 31 ha bij hoge waterstand.
Het meer diende oorspronkelijk als spaarbekken voor de bevloeiing van rijstvelden. Omdat het gebied tegenwoordig bewoond is, wordt het meer gebruikt om de waterstand in het gebied te reguleren.

## Dambreuk
Nadat het dagenlang hevig had geregend, brak de dam op 27 maart 2009 om twee uur 's nachts plaatselijke tijd. Door een bres van circa 70 meter breed stroomde het water uit het meer over dichtbevolkt gebied. De 4 meter hoge stortvloed verwoestte de armoedige wijk Cirendeu bestaande uit circa 500 huizen. De bewoners werden in hun slaap verrast en tientallen verdronken. De breuk ontstond waarschijnlijk als gevolg van achterstallig onderhoud, en doordat de noodoverlaat te smal was. Hierdoor stroomde het water over de top van de dam die vervolgens door erosie bezweek.